# Jan Brokoff
Jan Brokoff, también escrito en alemán Johann Brokoff, Brokof o Prokop, fue un escultor y tallador barroco de origen alemán, nacido el año 1652 en Spišská Sobota, Eslovaquia, trabajó y vivió en Bohemia y fallecido el 1718 en Praga. Sus hijos, Michal Jan Josef Brokoff y Ferdinand Maxmilián Brokoff fueron también escultores.

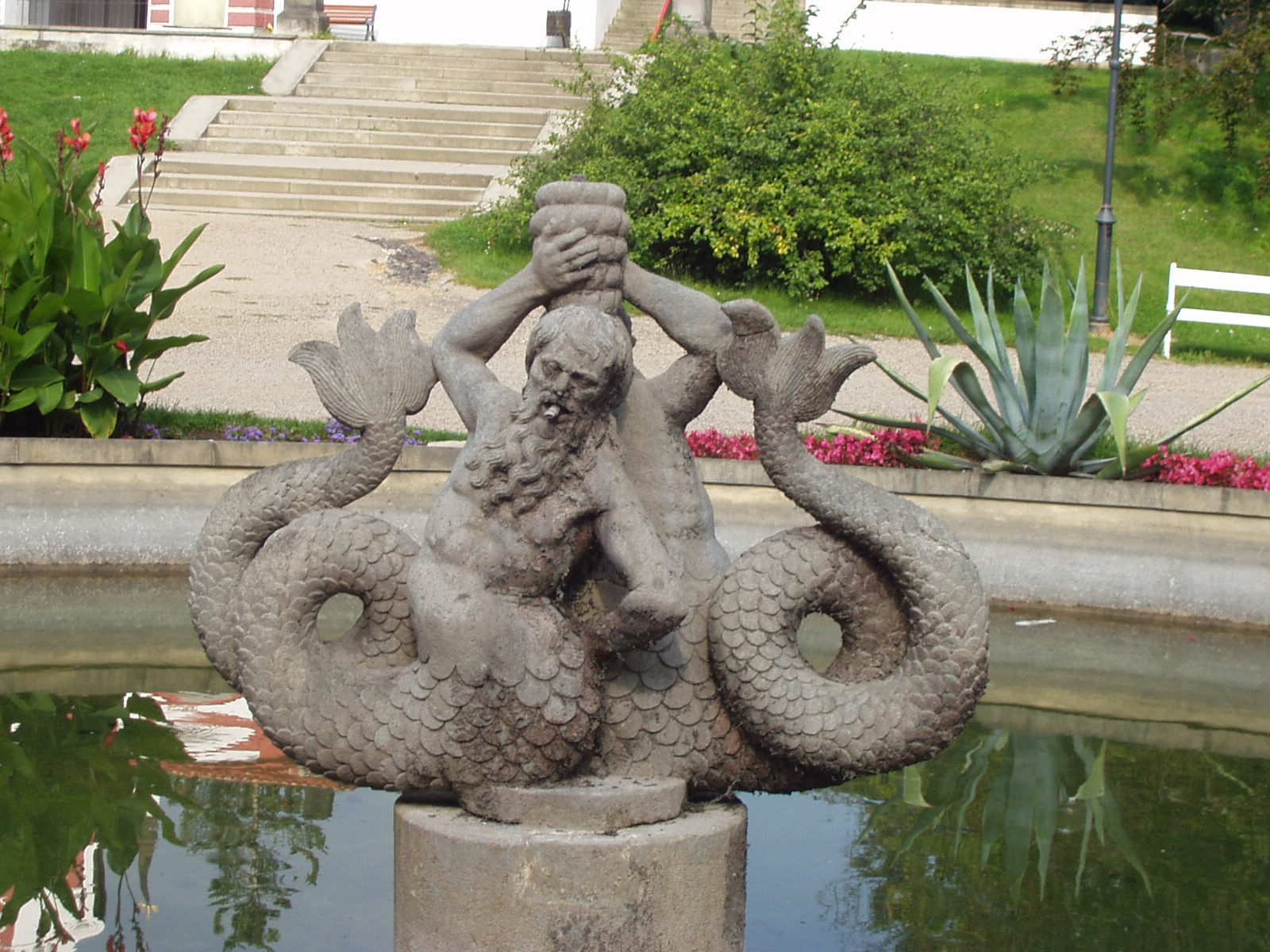
Estatua de tritón en el parque del castillo de Klasterec nad Ohri

## Datos biográficos

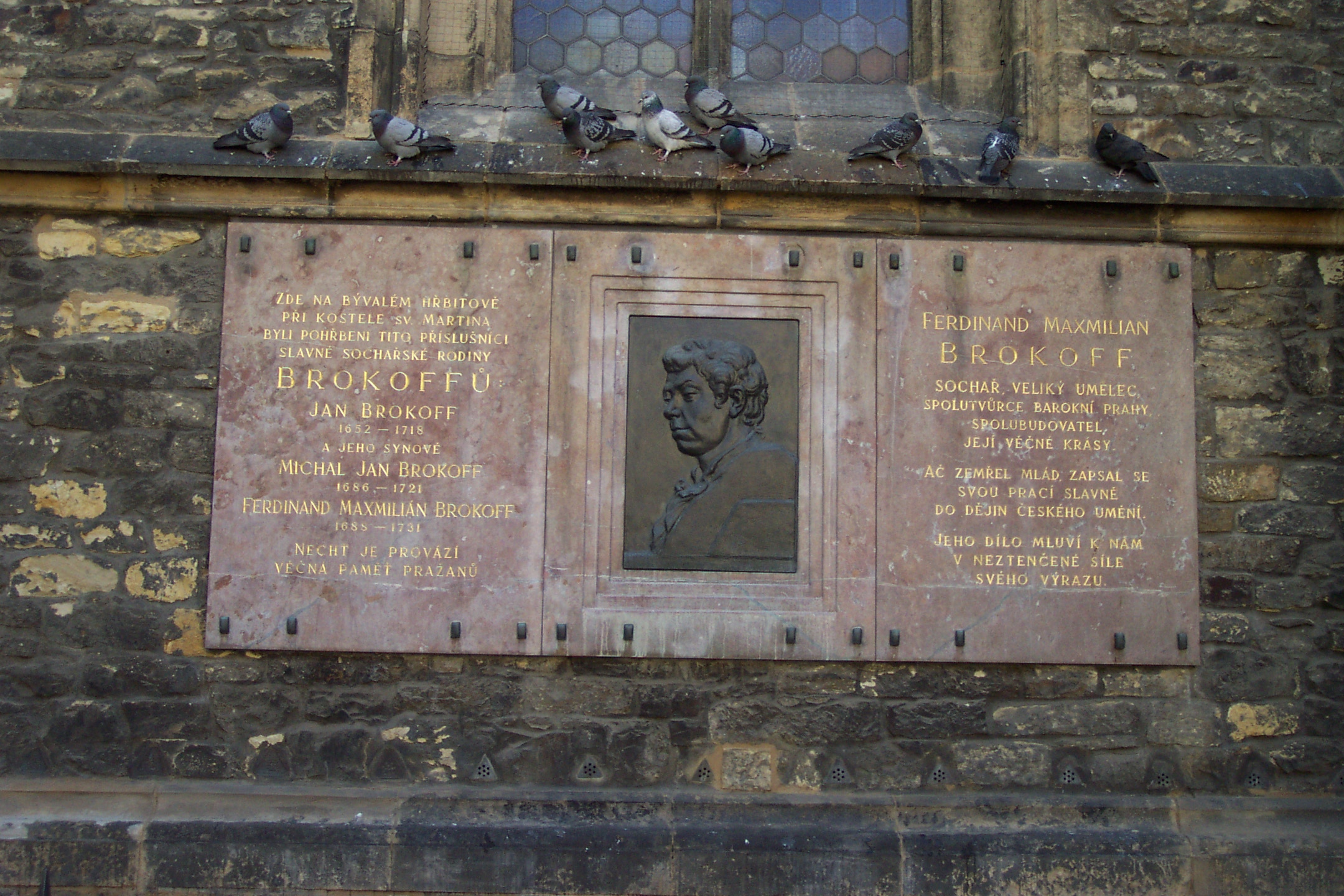
Lápida de los Brokoff

Jan Brokoff nació en Georgenberg (en esloveno: Spišská Sobota, en húngaro: Szepesszombat), en el Condado de Zips, entonces parte de Hungría. Después de estudiar en Ratisbona en 1675 llegó hasta Praga. Hacia 1680 Brokoff dejó Eslovaquia y trabajó en varios lugares sobre todo al oeste de Bohemia. Hacia 1692 se instaló con su familia en la Ciudad Vieja de Praga, donde abrió una tienda en la esquina de las calles Skorepka y Uhelnéhoy y adquirió la ciudadanía de Praga el año 1693. Antes (en 1682) se había convertido al catolicismo. Más tarde vivió, sin dejar Praga, en la desaparecida casa Salátů de la Avenida Nacional.
Con su esposa Alžbetou (Isabel) tuvo cuatro hijos, Michal Jan Josef, Ferdinand Maxmilián, Antonín Šebastián y Anna Eleanor . Michal Jan Josef y Ferdinand Maxmilián se hicieron cargo del negocio de esculturas tras la muerte de su padre; Ferdinand Maxmilián se convirtió en la figura más destacada de la familia al sobrevivir a Michal Jan Josef, fallecido en 1721 y Antonín Sebastián se convirtió en poeta laureado por de la Corte de Viena.
Johann Brokoff y sus hijos están enterrados en el cementerio Iglesia de San Martin intramuros de Praga, donde una placa conserva sus nombres .

## Obras
Las primeras obras de Jan Brokoff fueron creadas de forma individual y posteriormente colaboró con de sus hijos. Las obras más conocidas de Jan Brokoff son la estatua de San Juan Nepomuceno en el Puente de Carlos . Inicialmente tallada en madera, fue reproducida en bronce para su instalación en el puente. El original de madera se encuentra en la Iglesia de San Juan Nepomuceno en el Peñón (en checo: Kostel svatého Jana Nepomuckého na Skalce).
Es también el autor de otras esculturas de la decoración escultórica original del puente: la estatua de la Piedad , que fue transferida en 1859 al Hospital de las Hermanas de la Caridad de San Carlos Borromeo (hospital de la colina de Petrin), las estatuas de San José y el Bautismo de Cristo, que fueron destruidas durante la Revolución de 1848 y hoy forman parte de las colecciones del Lapidarium del Museo Nacional de Praga. Hasta la actualidad, también han llegado en el Puente de Carlos tres estatuas de santas ( Santa Isabel , Santa Margarita , Santa Bárbara ), realizadas en 1707, en las que, sin duda, trabajó con sus hijos.

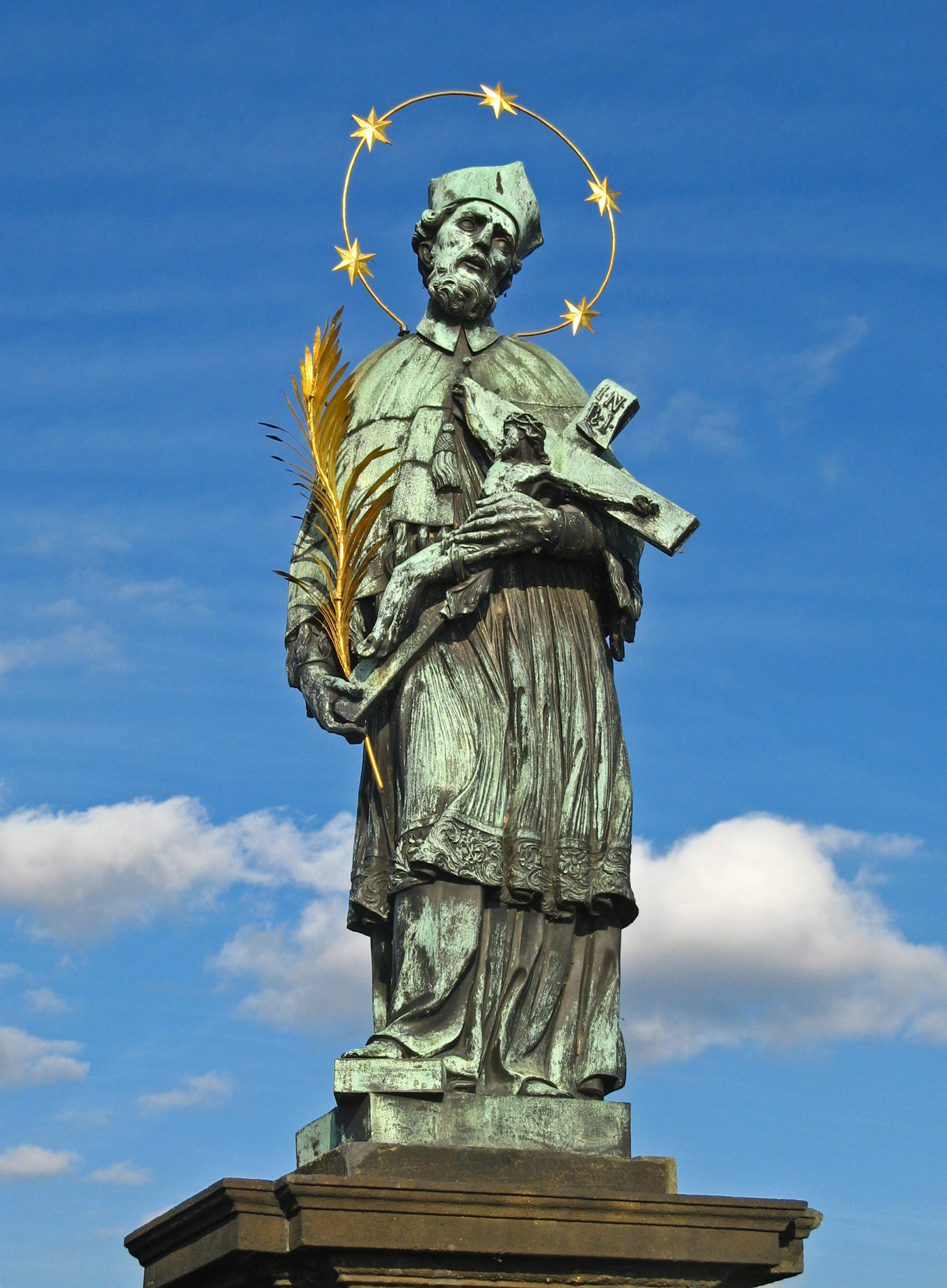
Juan Nepomuceno en el Puente de Carlos de Praga.
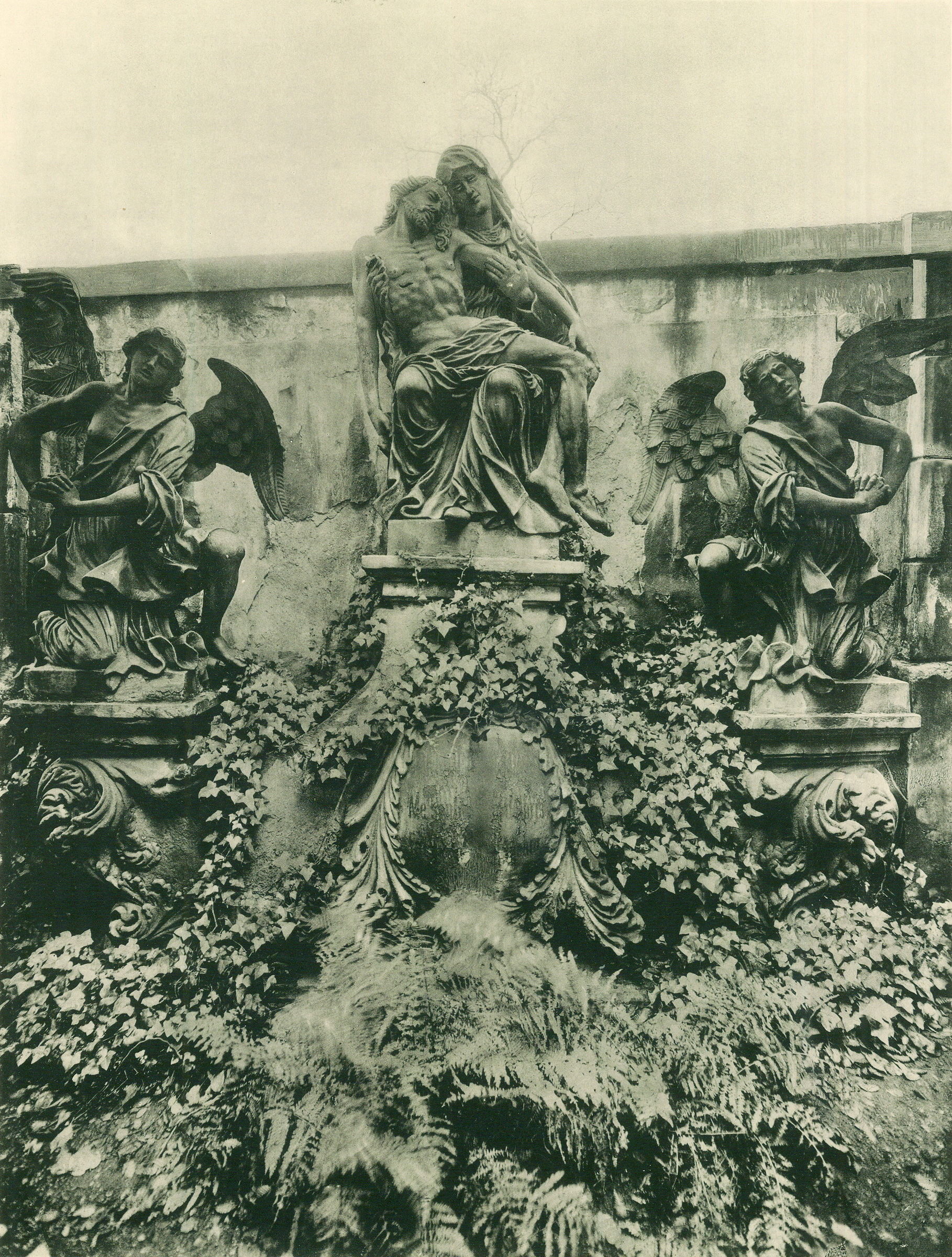
La Piedad del Puente de Carlos en Praga.
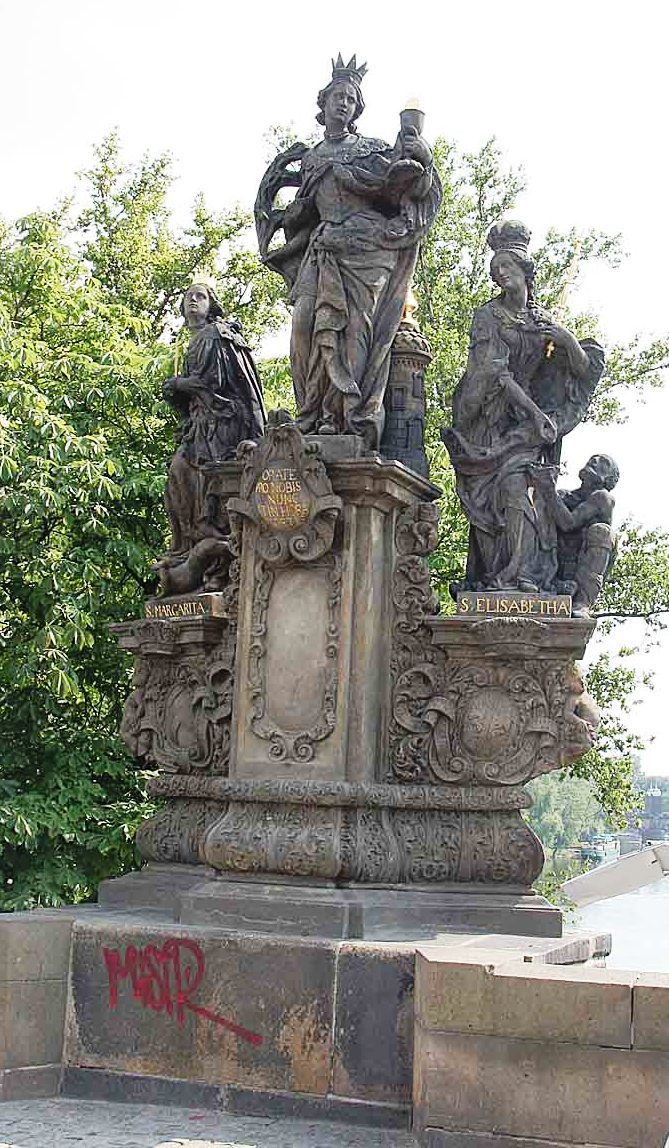
Las Santas del Puente de Carlos en Praga.

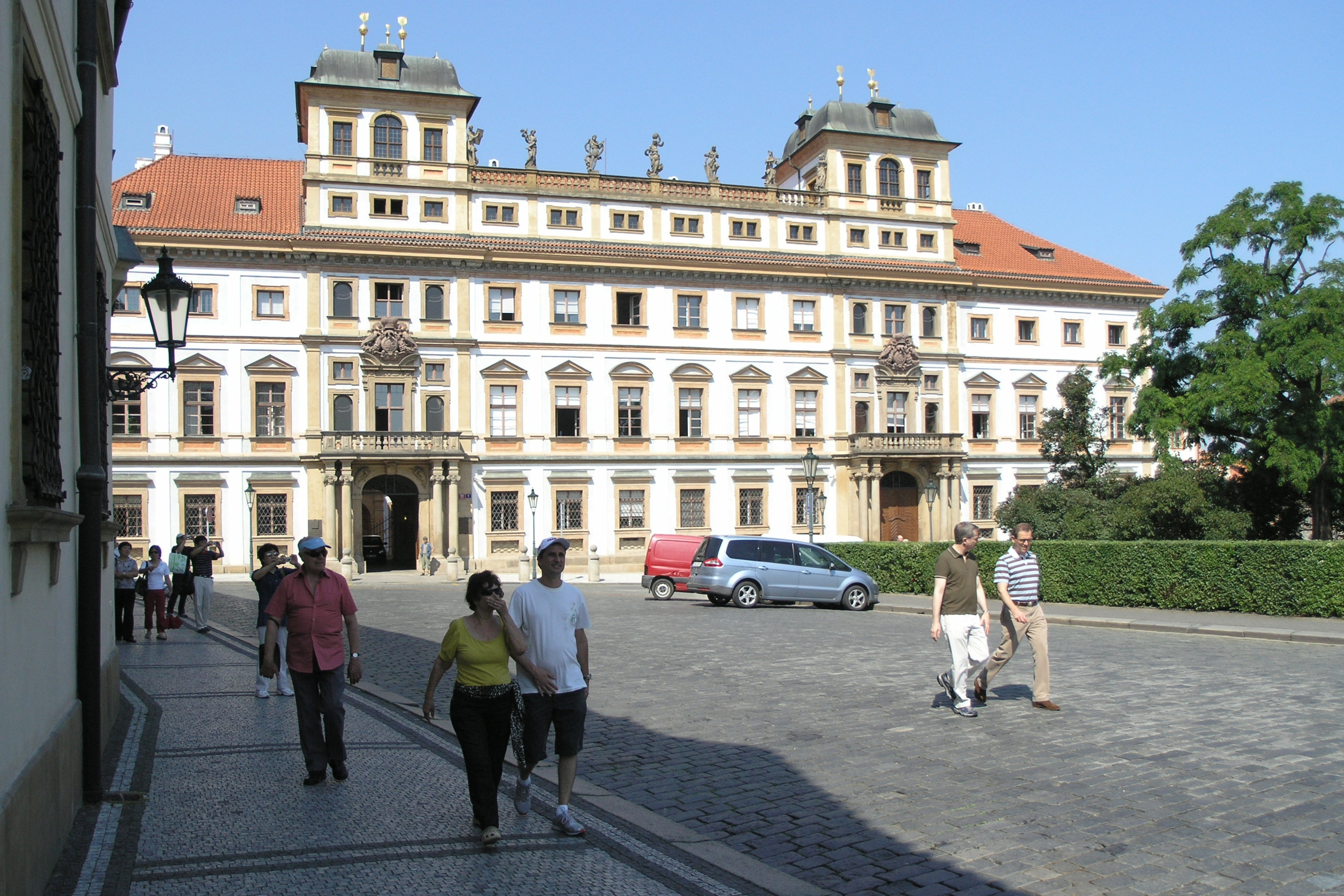
Fachada del Palacio de la Toscana en el Castillo de Praga: las 7 esculturas del tejado y los 2 escudos son obras de Jan Brokoff.

En el jardín del Castillo de Troja realizó los bustos alegóricos de las cuatro horas del día, los cuatro elementos y los cuatro continentes.
Con sus hijos trabajó en la decoración escultórica del palacio Toskánskeho del Castillo de Praga , donde son autores de las siete alegorías de las artes liberales en el ático y dos escudos de armas en la fachada. Jan Brokoff creó muchas otras obras de arte en varios lugares de Bohemia, por ejemplo, talló las estatuas de santos en la iglesia de Santa Bárbara en Manětíne, esculturas en los castillos de Klášterec nad Ohří y Červený Hrádek, también la decoración de la chimenea del salón del castillo de Saturno en Libochovice, el altar mayor del monasterio benedictino de San Adalberto en Broumov, y otras más.
A Jan Brokoff se le considera el autor de las estatuas de San Juan Nepomuceno que además de en el Puente de Carlos se encuentran en Poběžovice, Tachov, Jirkov, Chomutov y otros.
En su taller trabajó con Jan Jerzy Urbański – que es el autor de algunas esculturas barrocas en Breslavia.

### Esculturas fuera de Praga

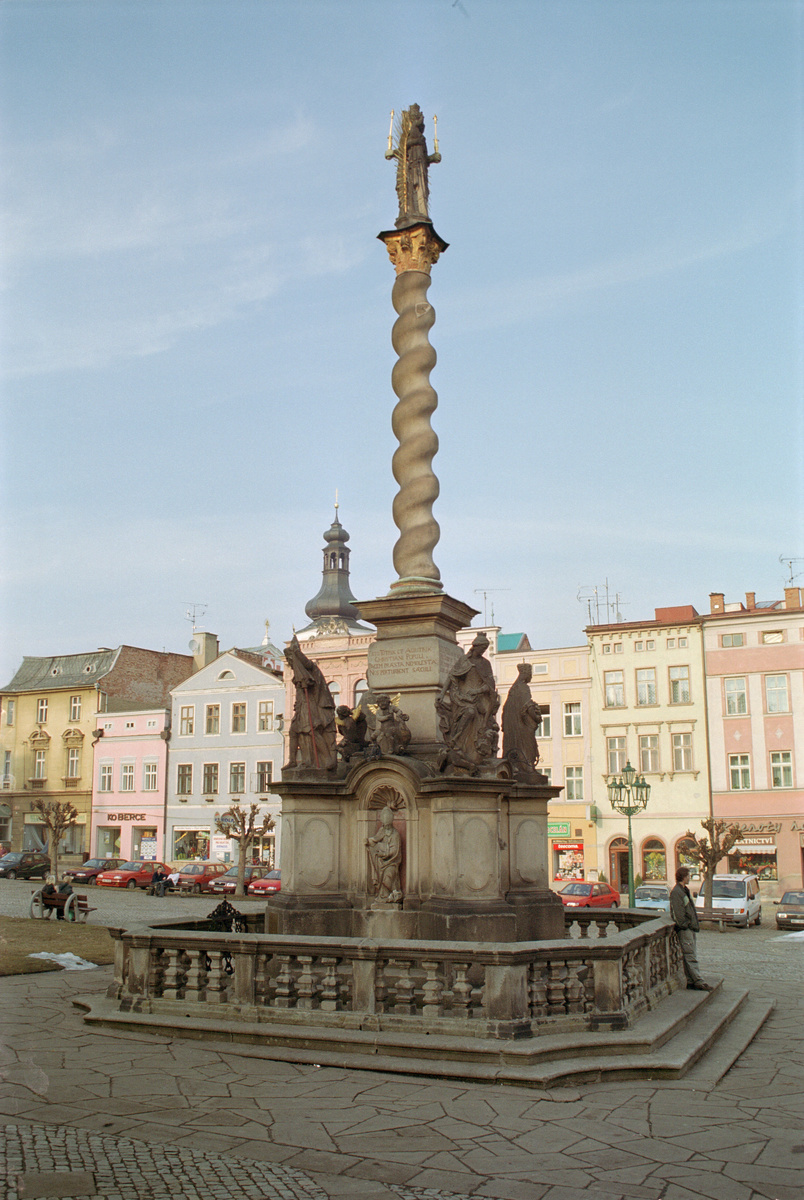
Columna Mariana en Braunau (1706)

En la localidad de Braunau es autor de la columna mariana en la Ringplatz y de ocho piezas en la terraza de la iglesia del monasterio
En Bor u Tachova es autor de la estatua de San Juan Nepomuceno en el puente del castillo.
En Klášterec nad Ohří es autor de las figuras en la terraza del castillo
En Libochovice hizo las esculturas de los moros en la sala de Saturno del castillo.
En el Santuario de la Montaña Sagrada de Příbram, decoración escultórica de la Puerta de Praga, en el claustro.
En la iglesia de la Asunción de Tachau : estatuas de los santos patronos.
En Rothenhaus las esculturas y fuentes en el parque del castillo.

## Asteroide
El asteroide (6769) Brokoff, lleva su nombre.